# 遊心クリエイション
株式会社遊心クリエイション（ゆうしんクリエイション、英: YU-SHIN CREATION CO.,LTD.）は、かつて存在した大阪市西区に本社を置く、日本のアパレル企業。事業内容は、「衣料品・服飾雑貨の企画・生産・卸・小売業」とされており、ブランドとして「Grande bene（グランデベーネ）」、「YEVS（イーブス）」を運営し、さらに雑貨店「ASOKO（アソコ）」や、レンタルスペース「堀江ギャラリー」の運営にもあたっている。

## 沿革
2001年に森島純嗣を中心に事業が着手され、2002年に有限会社遊心クリエイションが設立されて、小売事業「Grande bene」南船場店が開業し、翌2003年には阪急百貨店うめだ本店に「Grande bene」が出店した。
2004年に株式会社に改組され、全国展開に着手し、2005年に東京支店を開設した。
2008年に「YEVS（イーブス）」の1号店を越谷レイクタウンに出店し、翌2009年には、大阪旗艦店を心斎橋に出店した。
2010年、住金物産（日鉄住金物産の前身のひとつ）と資本業務提携を結んだ。
2013年、雑貨店「ASOKO（アソコ）」の展開を開始し、東京旗艦店を原宿に出店し、翌2014年には売り場面積900平米級の最大規模の店舗としてNU茶屋町に梅田NU茶屋町店を出店した。
2014年4月、創業社長であった森島に代わり、ワールドやポイントの取締役を歴任した久保木大世が社長となり、森島はその後も代表取締役にしばらく留まったが、日鉄住金物産が全株式を取得した11月に退任した。
日鉄住金物産の完全子会社化以降も業績が回復せず、2016年2月までに全店舗を閉鎖し（「ASOKO」のみ、2016年2月1日に「パル」へ移管）、日鉄住金物産は2017年3月に遊心クリエイションを清算した。